# Porsche Cayenne Coupe
Porsche Cayenne Coupe – samochód osobowy typu SUV klasy wyższej produkowany pod niemiecką marką Porsche od 2019 roku.

## Opis modelu

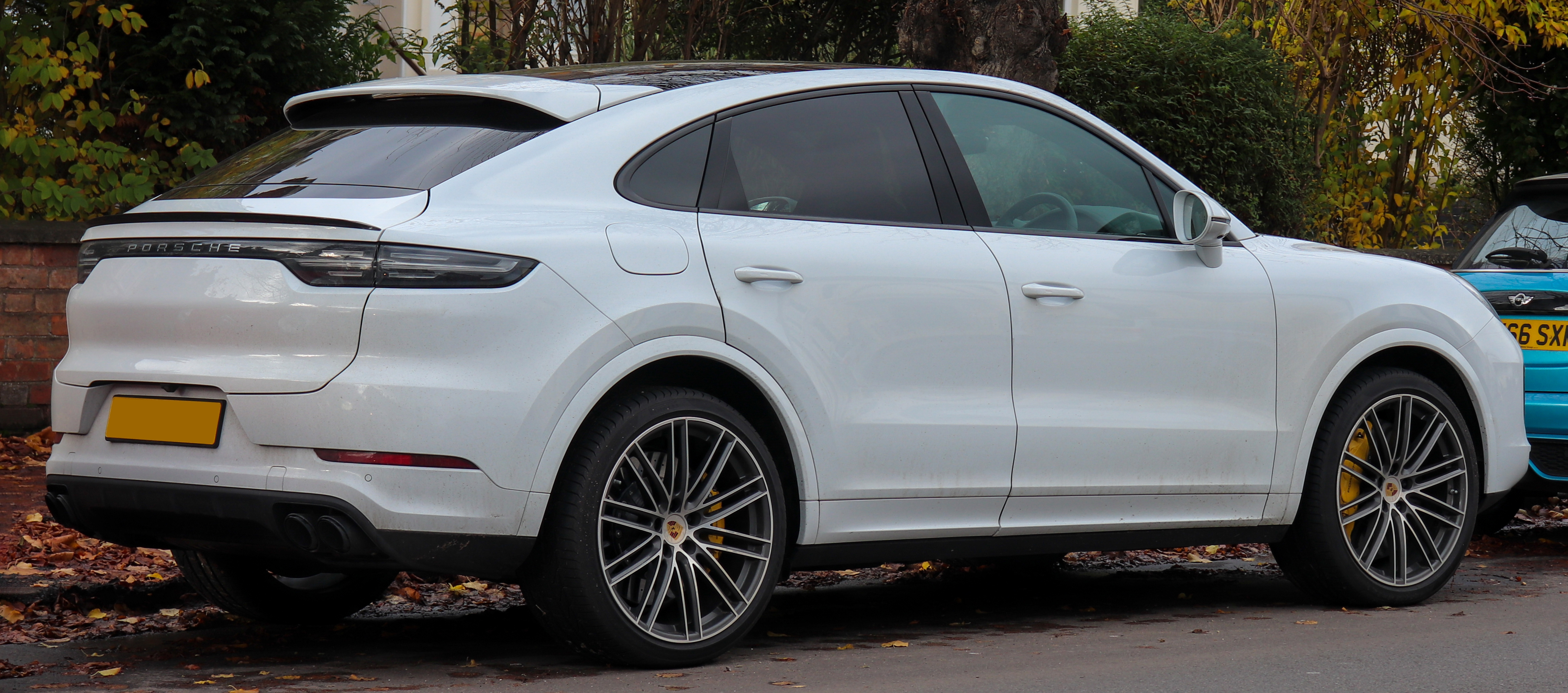
Porsche Cayenne Coupe - tył

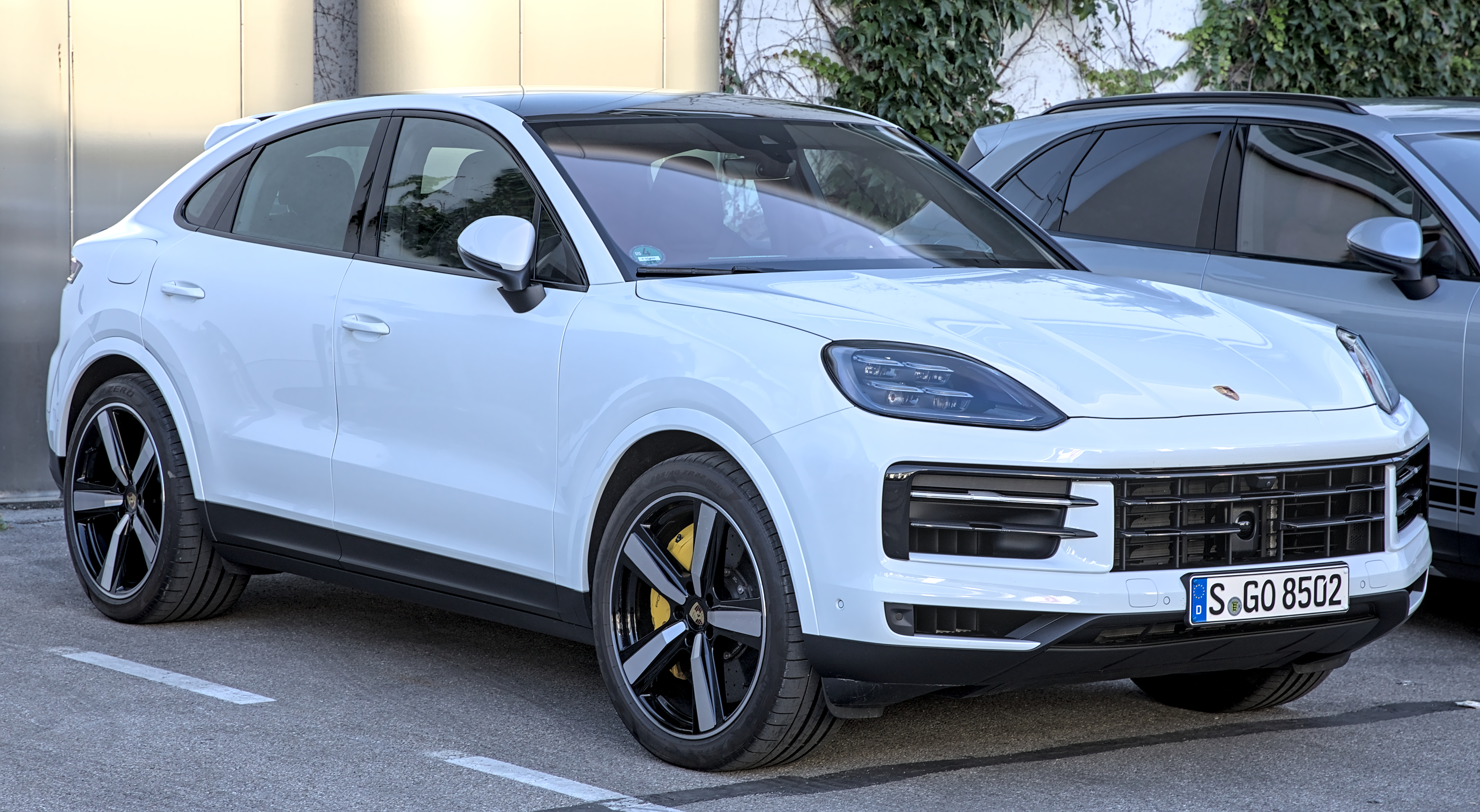
Porsche Cayenne Coupe po liftingu

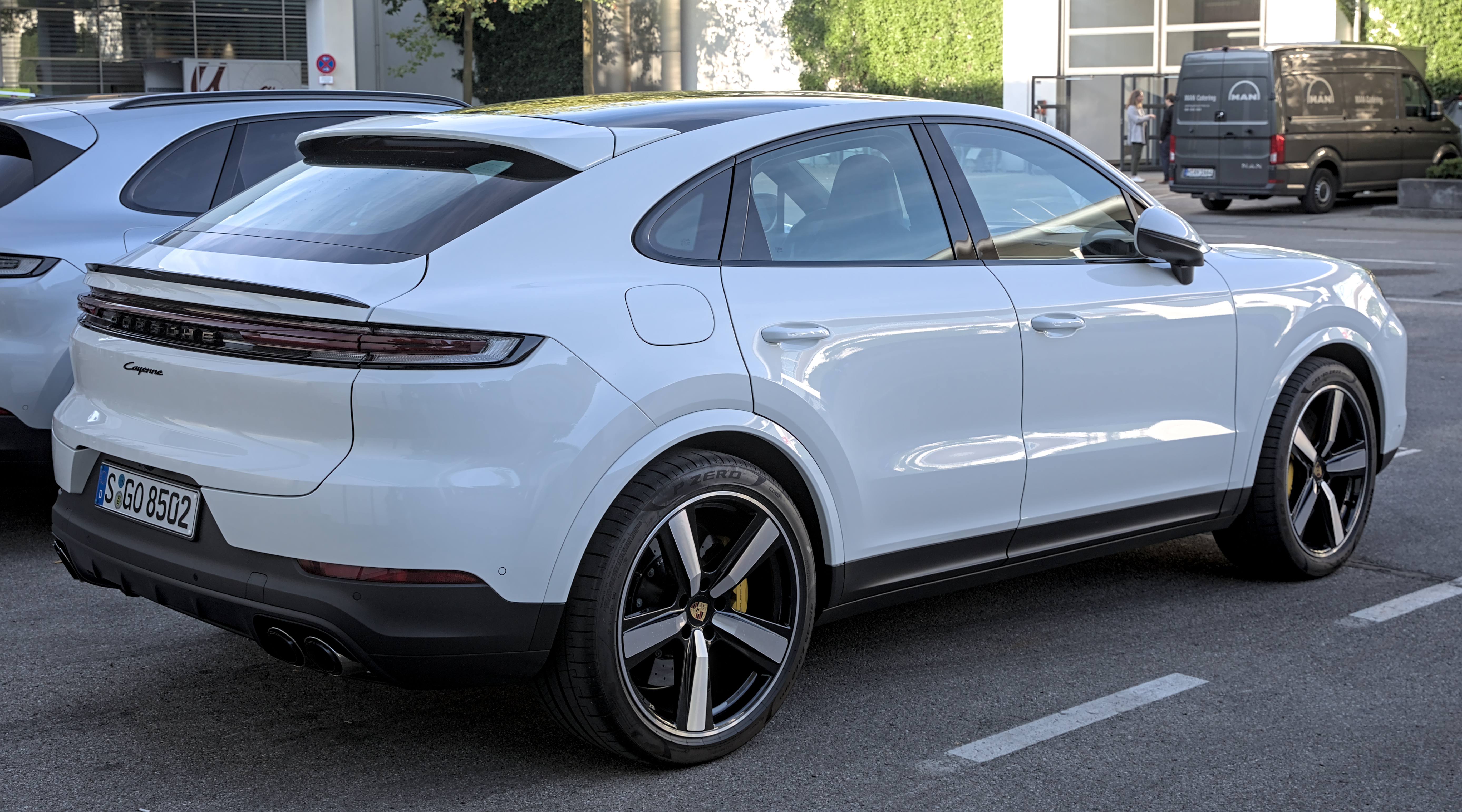
Porsche Cayenne Coupe - tył po liftingu

Cayenne Coupe powstał na bazie przedstawionego w sierpniu 2017 roku trzeciego wcielenia Porsche Cayenne. Oficjalna premiera modelu miała miejsce pod koniec marca 2019 roku. Samochód wyróżnia się gwałtownie ściętą linią dachu. Przy takim samym rozstawie osi, nadwozie jest niższe i dłuższe. Samochód ma mniejszy bagażnik i bardziej sportowy charakter - dostępny jest z mocniejszymi silnikami i wysuwanym spojlerem.
Sprzedaż Cayenne Coupe ruszyła w Polsce wiosną 2019 roku. Samochód jest droższy od bazowego Cayenne.
Wiosną 2023 roku samochód przeszedł gruntowny lifting. Zmiany zaszły głównie w środku, ale też na zewnątrz, gdzie przemodelowano zderzaki i światła. Ulepszono również silniki w samochodzie.